# Tom Dooney
Tom Dooney (né le 3 août 1939) est un kayakiste de sprint néo-zélandais qui concourait durant les années 1970. Il a été éliminé lors des repêchages de l'épreuve de 1 000 m de kayak biplace lors Jeux olympiques de 1972 à Munich.